# Jernbanetorget (Oslo)
Der Jernbanetorget (deutsch Eisenbahnplatz) ist ein Platz in Oslo. Der Platz liegt im Stadtzentrum auf der Westseite des Bahnhofes Oslo Sentralstasjon und gehört zu den bedeutendsten Verkehrsknotenpunkten der Stadt.

## Lage
Der Jernbanetorget ist der Vorplatz der Oslo Sentralstasjon (Oslo S). Die Bahnhofsgebäude liegen im Osten des Platzes. Im Westen ist der Platz durch die Strandgata und die Fred Olsens gate begrenzt. Die Karl Johans gate beginnt am Jernbanetorget und führt von dort Richtung Nordwesten bis zum Königlichen Schloss. Im Norden des Platzes befindet sich die Biskop Gunnerus’ gate. Der Jernbanetorget unterteilt sich heute in einen nördlichen und einen tiefer gelegenen südlichen Teil.

## Geschichte

### Entstehung des Platzes
Das Areal, auf dem sich der Platz befindet, lag ursprünglich unter Wasser und wurde erst ab 1739 aufgeschüttet. In diesem dadurch neu geschaffenen Bereich entstand zunächst vor allem Vorstadtbebauung. Nach der Aufschüttung war das Areal länger noch Sumpfgebiet und wurde deshalb auch als Moradsen bezeichnet. Zwischen 1807 und 1851 befand sich auf dem heutigen Jernbanetorget mit dem Byens Civile Sygehus ein Krankenhaus. Dieses wurde abgerissen, um Raum für das neue Bahnhofsgebäude der Østbanestasjonen zu schaffen. Der Bahnhofsvorplatz erhielt seinen heutigen Namen schließlich im Jahr 1852. Im Jahr darauf wurde der Platz gepflastert.

### Während des Zweiten Weltkriegs
Auf der Nordseite des Platzes befand sich in einem früheren Hotelgebäude der Hauptsitz der norwegischen Eisenbahnbehörde Norges Statsbaner (NSB). Während des Zweiten Weltkriegs übernahmen deutsche Besatzer Teile des Gebäudes. Am 14. März 1945 kam es zu einer größeren Sabotageaktion norwegischer Widerstandsorganisationen am norwegischen Eisenbahnsystem, um die Rückführung deutscher Truppen zu erschweren. Am Jernbanetorget wurde von der Sabotagegruppe Oslogjengen eine Sprengung durchgeführt, durch die der NSB-Hauptsitz einstürzte. Dabei starben sieben Deutsche. Nach dem Krieg wurde das Gebäude abgerissen. Auf dem Grundstück wurde etwas später für die Olympischen Winterspiele 1952 das Hotel Viking errichtet.

### Umbau im Zuge der Errichtung derOslo Sentralstasjon
Im Jahr 1966 wurde die U-Bahn-Station Jernbanetorget eröffnet. Im Jahr 1980 löste das neue Bahnhofsgebäude der Oslo Sentralstasjon das der Østbanestasjonen ab. Im Zuge dessen wurde auch der Jernbanetorget umgebaut. Der nördliche Teil des Platzes, an dem sich das neue Bahnhofsgebäude befindet, wurde höhergelegt und durch eine Treppe mit dem südlicheren Teil verbunden. Später wurden auf dem Platz ein Uhrturm und ein Kundenzentrum für die Verkehrsgesellschaft für Oslo und Akershus (Oslo og Akershus trafikkservice, heute Ruter) errichtet.
Im Rahmen des 1000-jährigen Jubiläums der Stadt im Jahr 2000 wurde auf dem Platz eine Tigerstatue errichtet. Hintergrund ist der Beiname Tigerstaden (deutsch Tigerstadt), den Oslo trägt. Zwischen 2007 und 2009 wurde der Jernbanetorget für rund 300 Millionen NOK umgebaut, um den öffentlichen Nahverkehr besser abwickeln zu können.

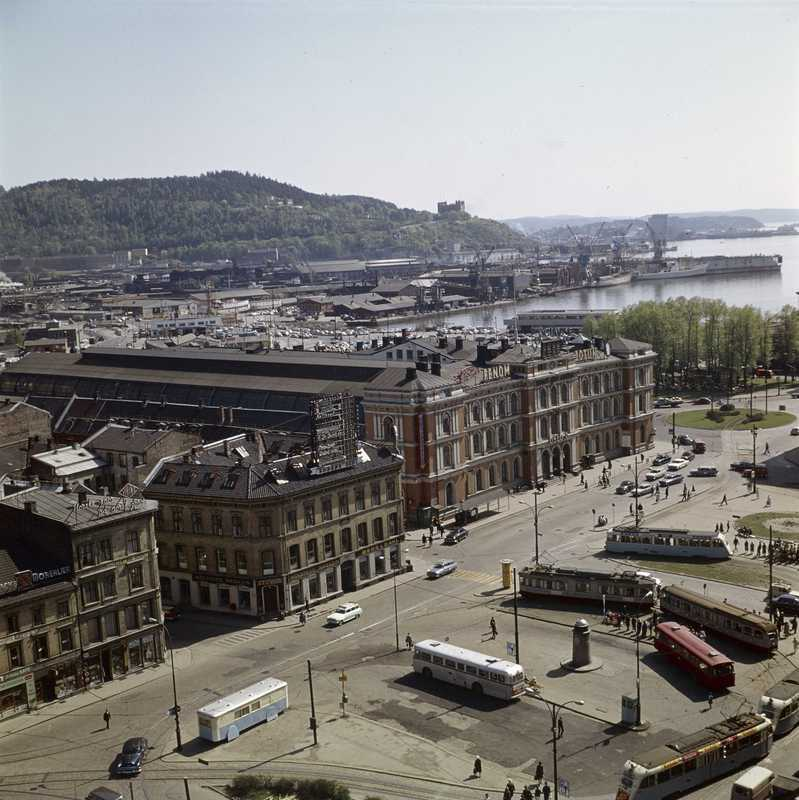
Jernbanetorget, um das Jahr 1965
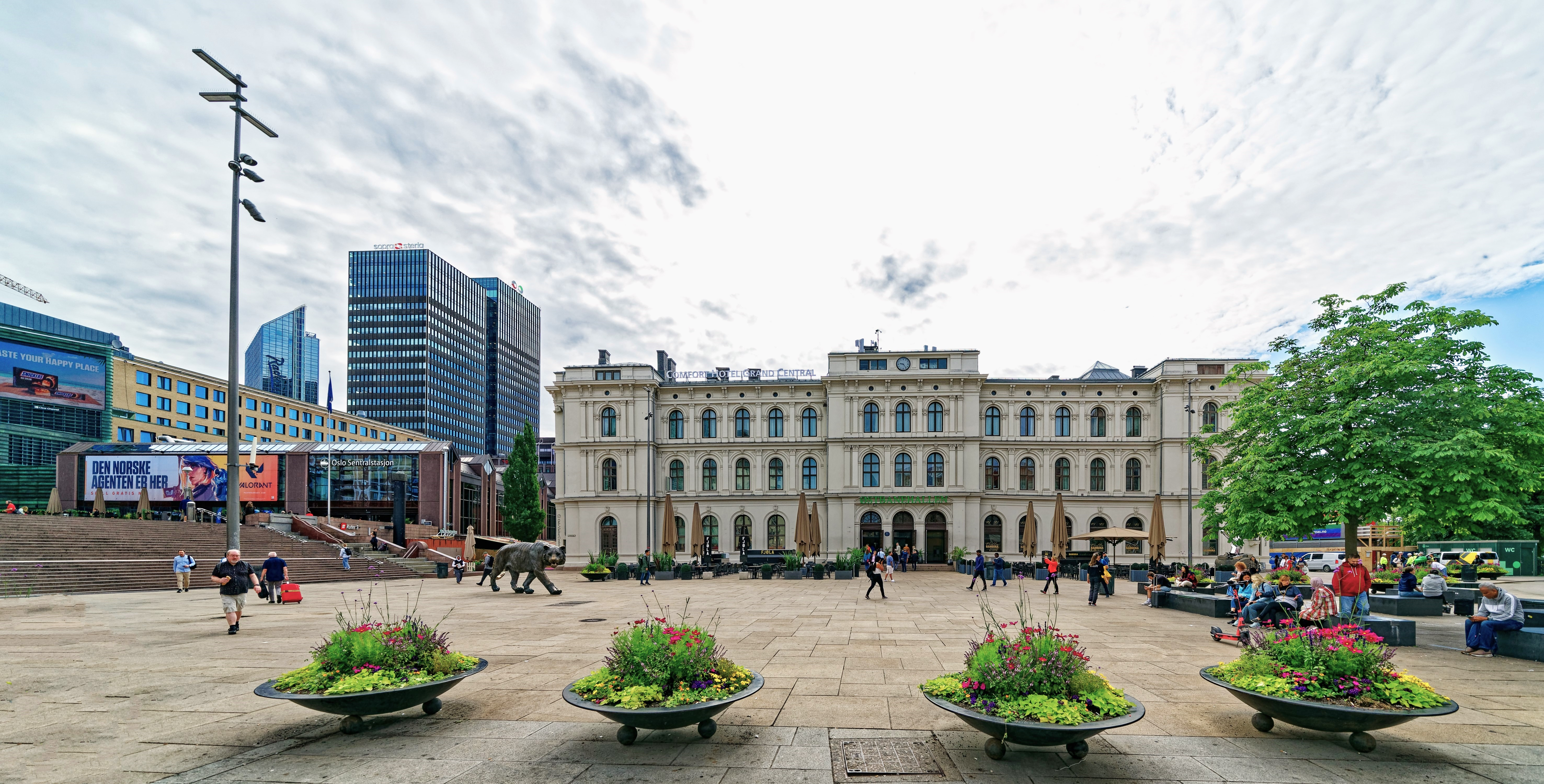
Das neue (links) und alte Bahnhofsgebäude (rechts)
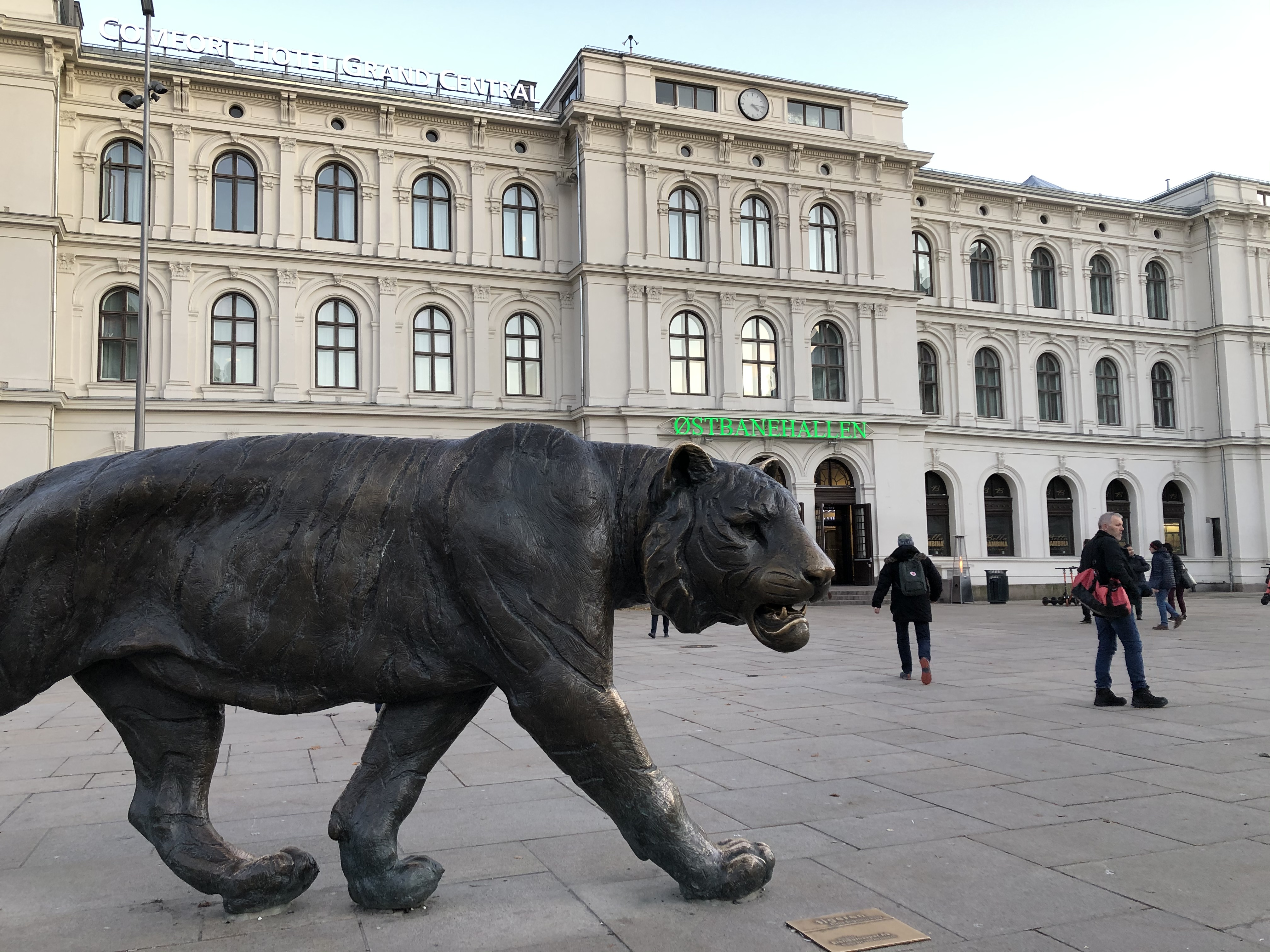
Tigerstatue